# Shout! (TRICERATOPSの曲)
「Shout!」(シャウト)は、日本のロックバンド、TRICERATOPSの28作目のシングル。2015年11月25日に発売された。

## 概要
- オリジナル紙ジャケット仕様。
- 表題曲は、全日本野球協会、日本ソフトボール協会、日本野球機構制作の「野球・ソフトボールを東京オリンピックの正式種目に!」PR映像キャンペーンソング。それにちなんで、メンバーの野球カードが封入されている。[1]
- 和田唱はこの曲について、「夢を描けた時点でそれはグッとこっちを振り向きます。そこに行動が伴うとかなり強いパワーになって、夢は更にこっちへ近付いて来てくれるんだと思います。「Shout!」にはその「行動する」という意味を込めました。」と語っている。[2]
- カップリング曲は、2曲ともアルバム「SONGS FOR THE STARLIGHT」からのリカット曲で、今作収録にあたりリマスタリングされている。なお、オフィシャルサイトでは3曲ともA面として紹介されている。[1]
- ミュージックビデオは、ファンからの投稿映像を中心に構成されており[2]、映像の異なる2つのバージョンが存在する。[3]
- 今作発売前の2015年9月19日に、ライブ会場限定でオリジナル缶入りでリリースされた。そちらには、「Shout!」とそのインストバージョン、アカペラバージョンが収録されており、紙ジャケット仕様とは異なるメンバーの野球カードが封入されている。[1]
- 2022年に発売される次回アルバム『Unite/Divide』には未収録である。

## 収録曲
1. Shout! (4:35)
2. スターライト　スターライト (4:55)
3. GOOD ENOUGH (3:57)

全作詞・作曲　和田唱、編曲　TRICERATOPS